# Makalata didelphoides
Makalata didelphoides је врста глодара из породице Echimyidae.

## Распрострањење
Врста има станиште у Боливији, Бразилу, Венецуели, Гвајани, Суринаму и Француској Гвајани.

## Станиште
Врста Makalata didelphoides има станиште на копну.

## Начин живота
Врста Makalata didelphoides прави гнезда. Исхрана врсте Makalata didelphoides укључује семе. 

## Угроженост
Ова врста није угрожена, и наведена је као последња брига јер има широко распрострањење.

### Популациони тренд
Популациони тренд је за ову врсту непознат.